# Барнс, Джон Аллен
Джон А́ллен Барнс (англ. John Allen Barnes, 1957) — американский писатель-фантаст. Первое образование — Вашингтонский университет по специальности «политические науки», вторая — Университет штата Монтана (театроведение). Работал системным аналитиком.

## Литературная деятельность
Первый роман The Man who Pulled Down the Sky увидел свет в 1986 году. В фантастическом жанре дебютировал рассказом Finalities Beside The Grave в 1985 году. Всего написал около полутора десятков научно-фантастических и фэнтезийных романов. Индивидуальная моральная ответственность в социальном контексте, социальная критика, вопросы влияния глобализации на закрытые общества — проблемы, которые поднимает в своих произведениях американский фантаст.

## Циклы произведений
- Миллион открытых дверей[5]
- Century Next Door
- Time Raider
- Timeline Wars
- Jak Jinnaka
- Directive 51